# Joseph Severn
Joseph Severn (7 décembre 1793- 3 août 1879) est un peintre britannique et l’ami du célèbre poète anglais John Keats. Il peint des portraits, des thèmes littéraires et bibliques. Certaines de ses œuvres sont exposées dans les plus importants musées de Londres, comme le National Portrait Gallery, le Victoria and Albert Museum et le Tate Britain.

## Jeunes années
Joseph Severn est le fils aîné d'une famille d'un professeur de musique qui a sept enfants. Il est né à Hoxton, près de Londres. À 14 ans, il est apprenti-graveur auprès de William Bond. Deux de ses frères, Thomas (1801–1881) et Charles (1806–1894) sont devenus des musiciens professionnels. Severn lui-même est un bon pianiste. Pendant ses premières, il exerce l’art du portrait en tant que miniaturiste.

## Séjour à Londres 1815-1820

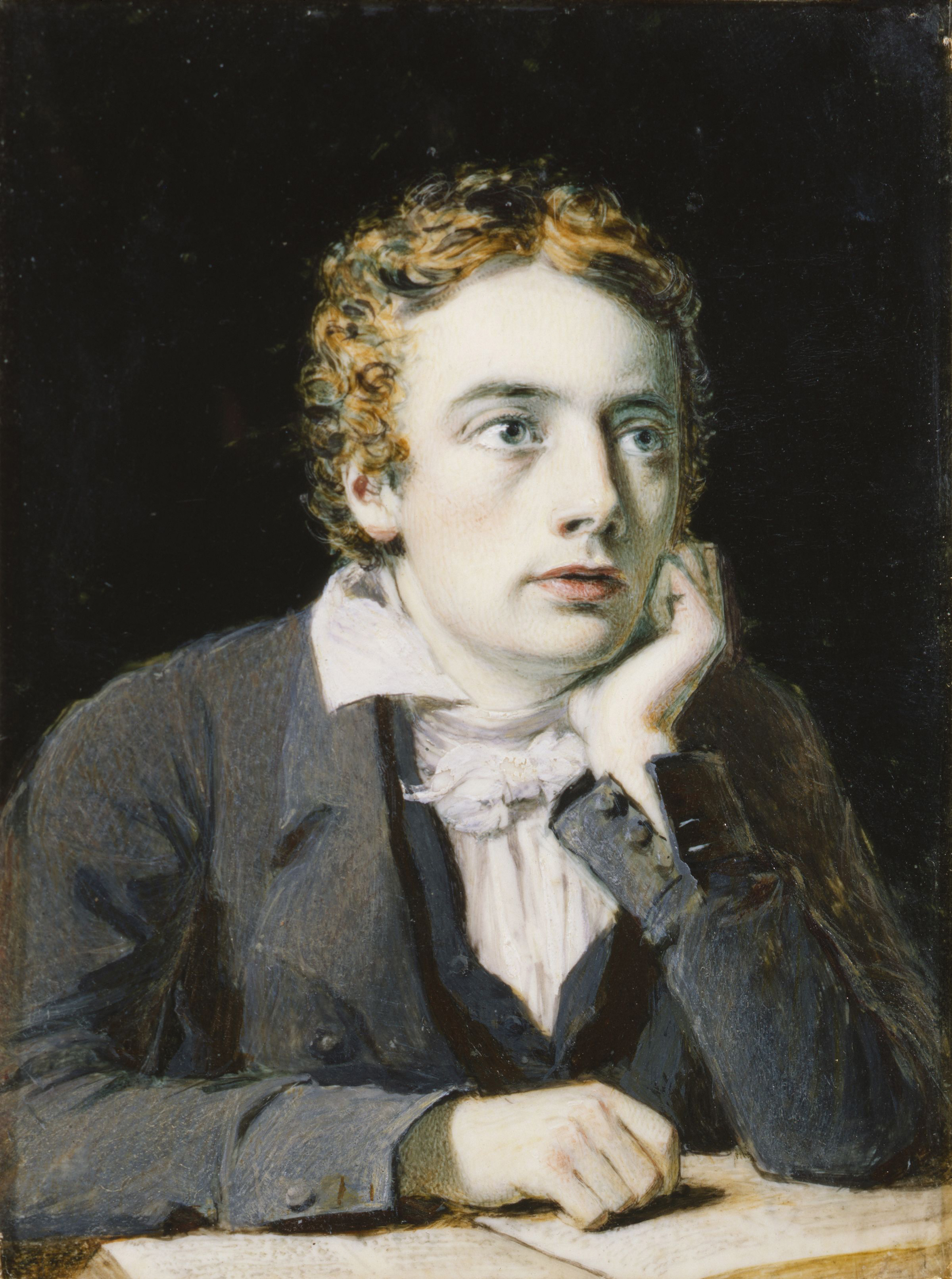
John Keats par Severn en 1819

En 1815, Joseph Severn est admis à la Royal Academy de Londres. En 1819, il y expose sa première peinture à l'huile, Hermia and Helena, tirée du Songe d'une nuit d'été, ainsi qu'un portrait miniature, "J. Keats, Esq". Il a probablement rencontré John Keats pour la première fois au printemps 1816.
En 1819, Severn reçoit la médaille d'or de la Royal Academy pour sa peinture Una and the Red Cross Knight in the Cave of Despair qui est inspiré du poème épique The Faerie Queene d'Edmund Spenser. C'était la première fois que ce prix était attribuée depuis 8 ans et ce dernier tableau a été exposé à la Royal Academy en 1820. Cette médaille permet à Severn de bénéficier d'une bourse de la Royal Academy pour financer un voyage d'études d'une durée de trois ans.
Severn aurait eu un enfant illégitime nommée Henry (né le 31 août 1819) environ un an après avoir quitté l'Angleterre pour l'Italie. En 1826, le père et le fils ont envisagé de se retrouver mais Henry décède à l'âge de 11 ans avant son voyage à Rome.

## Séjour en Italie avec John Keats, 1820–1821

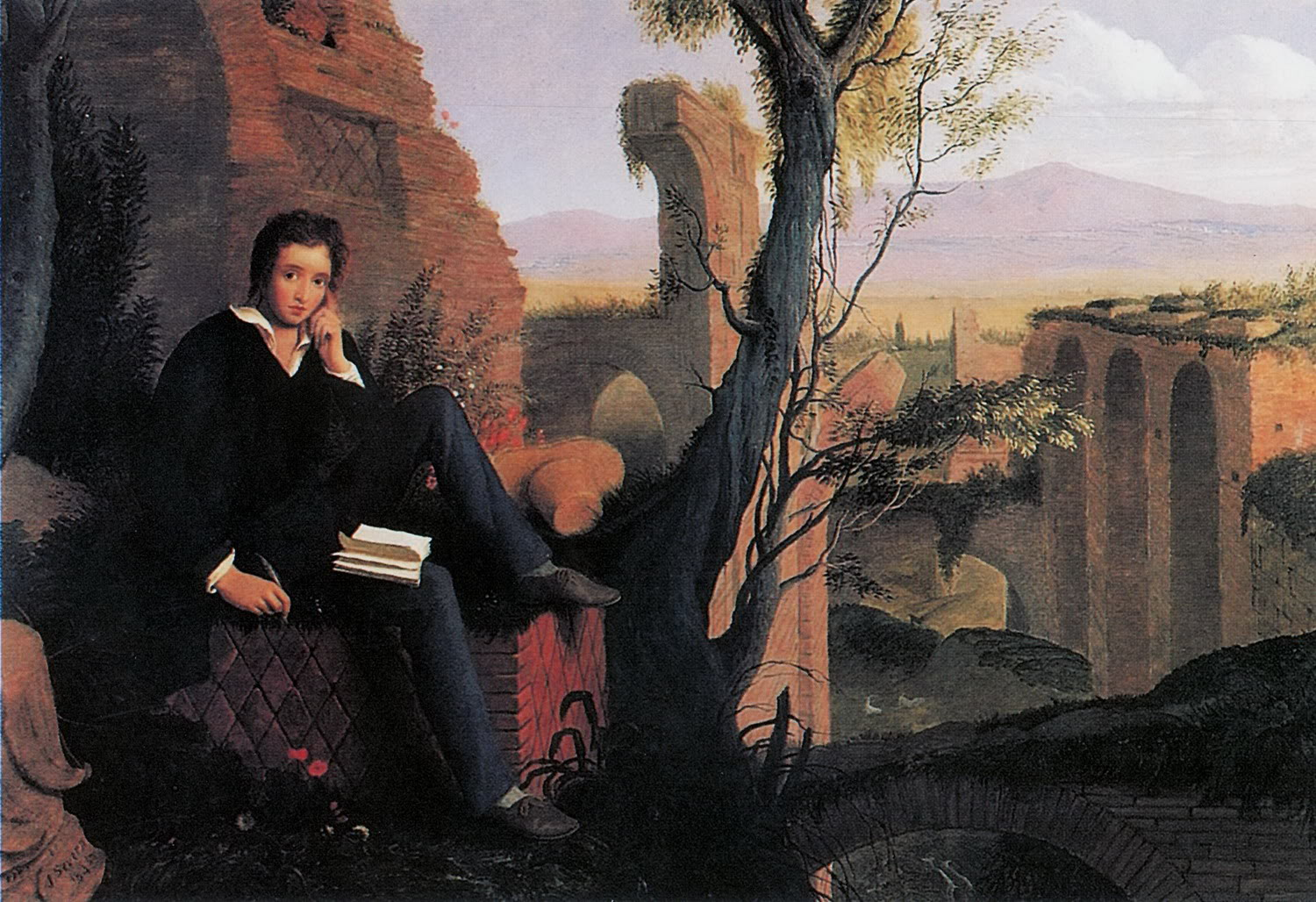
Portrait posthume de Shelley rédigeant Prométhée délivré (Prometheus Unbound) (1845).

Le 17 septembre 1820, Severn embarque sur le Maria Crowther pour l'Italie avec le célèbre poète anglais John Keats. Keats et Severn n'étaient que de simples connaissances l'un pour l'autre en Angleterre. Severn est le seul à vouloir et pouvoir accompagner le poète à Rome. Le but du voyage du poète était de soigner sa maladie persistance qu'on suspectait d'être la tuberculose. Ils arrivent dans la baie de Naples le 21 octobre pour être placé en quarantaine pendant 10 jours. Les deux hommes séjournent à Naples pendant une semaine avant de se rendre à Rome dans une petite voiture où ils arrivent à la mi-1820 pour voir le médecin de Keats, le Dr James Clark. À Rome, ils vivent dans un appartement au 26 Piazza di Spagna, au pied de l'escalier de la Trinité-des-Monts et donnant sur la fontaine Barcaccia.
Severn avait quitté l'Angleterre contre l'avis de son père avec peu d'argent. Il ne revoit jamais son père. Pendant son séjour à Rome lors de l'hiver 1820-1821, Severn écrit de nombreuses lettres au sujet de Keats à des amis communs en Angleterre, en particulier William Haslam et Charles Armitage Brown, qui les partage avec d'autres membres de l'entourage du cercle de Keats, dont la fiancée du poète, Fanny Brawne. Cette correspondance est le seul témoignage des derniers jours de Keats.

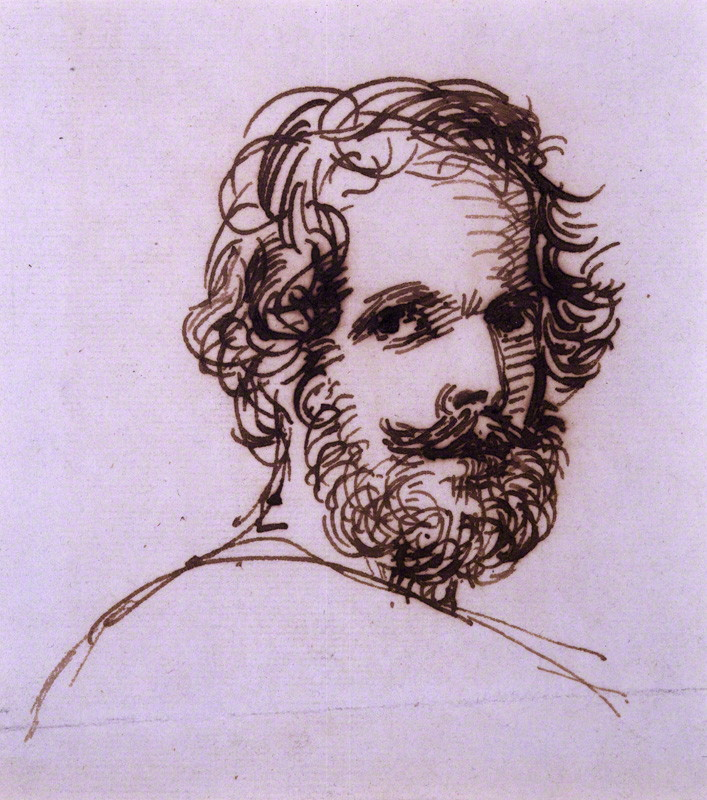
Edward John Trelawny, par Severn

Severn soigne Keats jusqu'à sa mort le 23 février 1821, trois mois après son arrivée à Rome. Percy Bysshe Shelley rend hommage à son dévouement au poète dans son élégie, Adonais, écrite pour Keats en 1821. C'est à cette époque qu'il rencontre notamment les sculpteurs John Gibson et Antonio Canova, et l'ami de Lord Byron, l'aventurier Edward John Trelawny. Severn fait une esquisse de Trelawny en 1838.

## Après la mort de Keats
Il a été admis jusqu'à il y a peu, que la vie de Severn a atteint son apogée lors de son association avec Keats et qu'il vécut sur la notoriété du poète pendant le reste de sa vie. En réalité, Severn a lancé sa propre carrière artistique peu après la mort de Keats. Il devient un peintre éclectique à Rome pendant les années 1820 et 1830. Il peint des miniatures, des peintures pour autel, des paysages, des fresques, des scènes historiques et religieuses, et des sujets inspirés par la Bible, de la mythologie grecque et de William Shakespeare. Ses scènes de la vie paysanne italienne sont populaires parmi les Britanniques qui visitent l'Italie.
Severn contribue également à fonder l’Académie britannique des beaux-arts de Rome, qui reçoit le soutien de personnalités aussi influentes que le duc de Devonshire, John Flaxman et Sir Thomas Lawrence. En effet, l'appartement spacieux de Severn dans la Via di San Isidoro est devenu le centre animé de la vie de l'Académie. Parmi ceux qui ont rejoint l’académie se trouvaient Charles Lock Eastlake, Richard Westmacott (le jeune) (en), William Bewick (en) et Thomas Uwins. Dans les années 1830, le protecteur de Severn le plus dévoué était peut-être William Ewart Gladstone, plus attiré par sa réputation de peintre que celle d’ami de Keats.
À son retour en Angleterre en 1841, Severn traverse une période difficile, essayant désespérément de gagner suffisamment d'argent pour subvenir aux besoins de sa famille grandissante en peignant des portraits. Bien qu’il n’ait jamais réussi à égaler son succès artistique à Rome et qu’il ait finalement dû fuir ses créanciers pour l’île de Jersey en 1853, entre 1819 et 1857, Severn a exposé 53 peintures à la Royal Academy de Londres.
En 1861, Severn est nommé consul britannique à Rome lors du début de l'unification italienne. Quelques mois avant son arrivée, Garibaldi s'était emparé du royaume de Naples, de toute l'Italie méridionale et de la Sicile et les avaient annexées au nouveau royaume d'Italie.
Beaucoup de royaumes, de principautés et de duchés de la péninsule italienne s'étaient réunis sous la direction de Victor-Emmanuel II, mais Rome et la Vénétie étaient restés des États distincts. Ce fut le cas tout au long du mandat de Severn en tant que consul, le pape Pie IX ayant réussi à conserver une indépendance fragile, s'appuyant sur une garnison de troupes françaises pour contrôler Rome. Bien que la position officielle du gouvernement britannique sur « La question romaine » fût la neutralité et la non-intervention, Severn prenait souvent des mesures diplomatiques que ses supérieurs considéraient comme excédant son mandat de consul. À plusieurs reprises, par exemple lorsqu'il a utilisé sa fonction pour libérer des prisonniers politiques italiens en 1864, il a été réprimandé par le Foreign Office. Sa connaissance de la langue italienne, son affabilité et sa bonne humeur ont toutefois souvent contribué à la médiation entre le régime papal et le gouvernement britannique, et il a pu à plusieurs reprises offrir des conseils et une protection aux ressortissants britanniques. Il a finalement pris sa retraite de consul en 1872.

## Mariage et famille
En 1828, Severn a épousé Elizabeth Montgomerie, la fille naturelle (c'est-à-dire illégitime) d'Archibald, Lord Montgomerie (1773-1814), et la pupille de Priscilla Anne Fane, l'une des mécènes de l'artiste à Rome. Ensemble, ils eurent sept enfants, dont trois devinrent de remarquables artistes : Walter et Arthur Severn, et Ann Mary Newton, qui épousa l’archéologue et gardien des antiquités au British Museum, Charles Thomas Newton. Mary eut une carrière réussie de peintre en Angleterre, soutenant sa famille pendant un certain temps et réalisant quelques portraits de la famille royale. Sa mort prématurée due à la rougeole à l'âge de 32 ans a profondément affecté Severn. En 1871, Arthur Severn a épousé Joan Ruskin Agnew, cousine de l'écrivain victorien John Ruskin. Les Severn eurent un autre enfant, Arthur, mort en couches. Il est enterré entre Keats et Severn dans le cimetière protestant de Rome.

## Mort

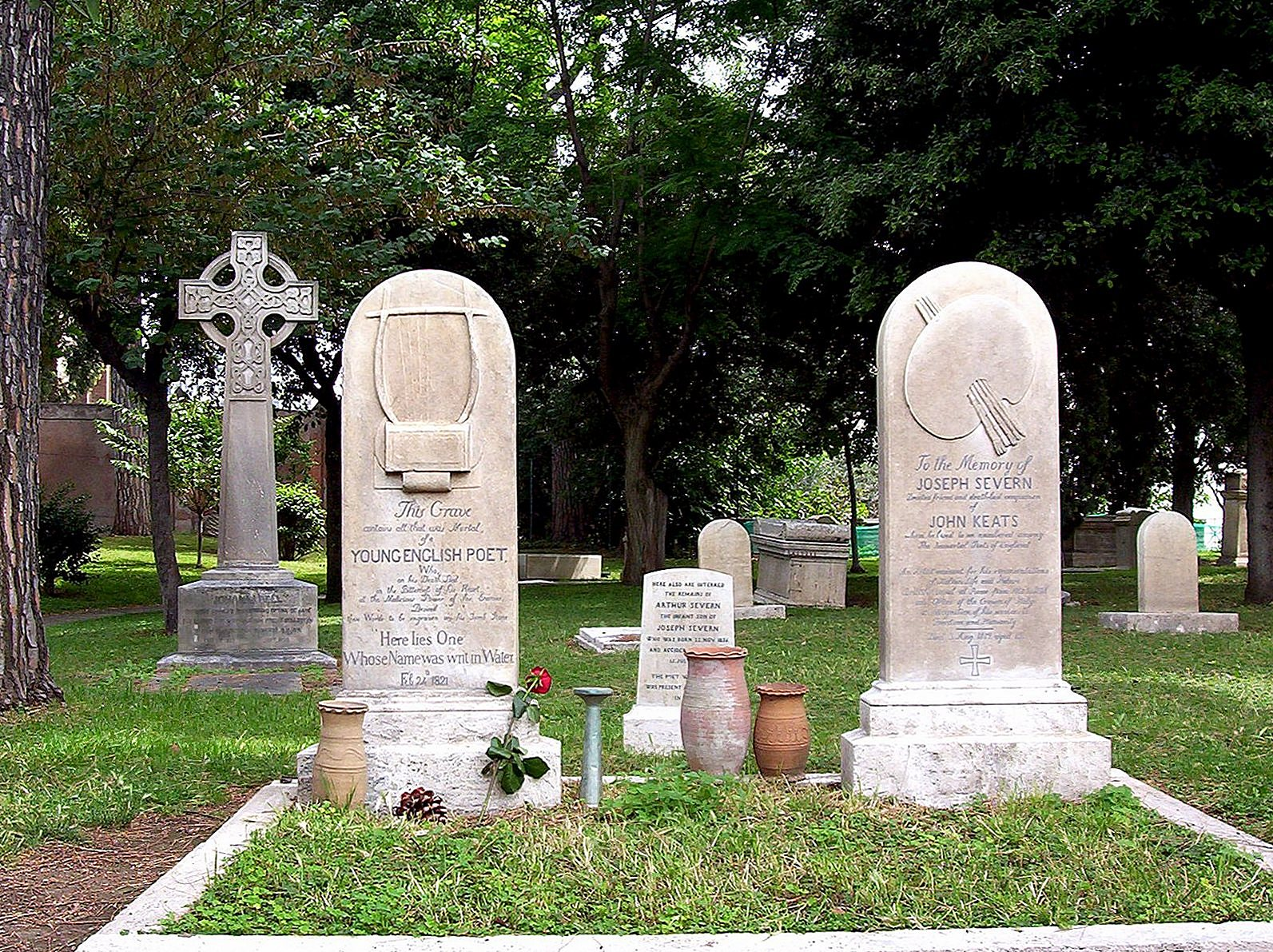
Les tombes de Keats et Severn au Cimetière non catholique de Rome. La tombe de Severn est à droite.

Severn meurt le 3 août 1879 à l'âge de 85 ans et est enterré dans le cimetière protestant avec John Keats. Les deux pierres tombales sont toujours debout aujourd'hui. Shelley et Trelawny sont également enterrés côte à côte dans le même cimetière.

## Œuvre
Severn est surtout connu pour ses nombreux portraits de Keats, le plus célèbre étant le portrait miniature de la National Gallery (1819), le dessin à la plume, Keats sur son lit de mort (1821) et la peinture à l'huile du poète qui lit, John Keats à Wentworth Place (1821–1823). Un tableau plus tardif, Keats, à Hampstead, lorsqu’il a imaginé pour la première fois son Ode à un rossignol (1851), est également remarquable. Dans les années 1860, Severn produit un certain nombre de copies et de portraits-souvenirs alors que la réputation de Keats continuait de croître. La plus influente des premières peintures de genre italiennes de Severn est The Vintage, commandée par le duc de Bedford en 1825, et la fontaine (palais royal de Bruxelles) commandée par Léopold Ier en Belgique en 1826. Cette dernière a probablement influencé l'œuvre majeure de J. M. W. Turner, The View of Orvieto. L'une de ses œuvres les plus remarquables est Rime of the Ancient Mariner (1839), inspiré du célèbre poème de Samuel Coleridge, récemment vendu chez Sotheby's pour 32 400 ₤. Un autre sujet historique, The Abdication of Mary, Queen of Scots, a été vendu pour 115 250 ₤ à Sotheby's Gleneagles le 26 août 2008.

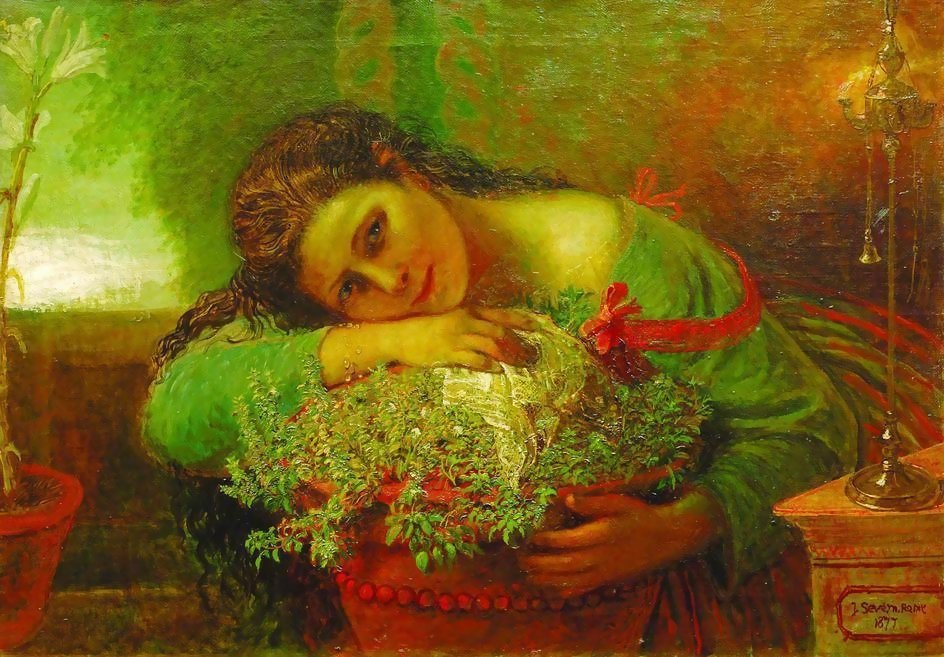
Tableau inspiré du poème de John Keats, Isabella, or the Pot of Basil.

Severn a également peint des œuvres telles que Cordelia surveillant le lit de Lear, les bergers dans la Campagna, Shelley composant Prometheus Unbound, Isabella et le pot de Basil, Portia avec le cercueil, Ariel, Rienzi, l'enfant de l'Apocalypse sauvé du dragon, un grand retable pour l'église de San Paolo fuori le Mura à Rome et de nombreux portraits d'hommes d'État et d'aristocrates, dont le Baron Bunsen et William Gladstone. La dernière toile qu'il expose à la Royal Academy est une scène du Village désert d'Oliver Goldsmith en 1857.

## Biographies et livres
En 1892, William Sharp publie la première importante collection d'articles de Severn dans The Life and Letters of Joseph Severn. Les critiques modernes ont mis en doute l'exactitude des transcriptions de Sharp et ont noté d'importantes omissions et embellissements.
En 1965, Sheila Birkenhead publie Illustrious Friends: L'histoire de Joseph Severn et de son fils Arthur.
En 2005, Grant F. Scott a publié Joseph Severn: Letters and Memoirs dans lequel il a réédité le matériel original, ajouté des centaines de lettres nouvellement découvertes, incluant de nombreuses reproductions de peintures de Severn.
En 2009, Sue Brown a publié la biographie «Joseph Severn, Une vie: les récompenses de l'amitié» en utilisant les nouvelles informations de Scott pour réévaluer le caractère de Severn, son amitié avec Keats et sa carrière artistique et diplomatique.

## Notes

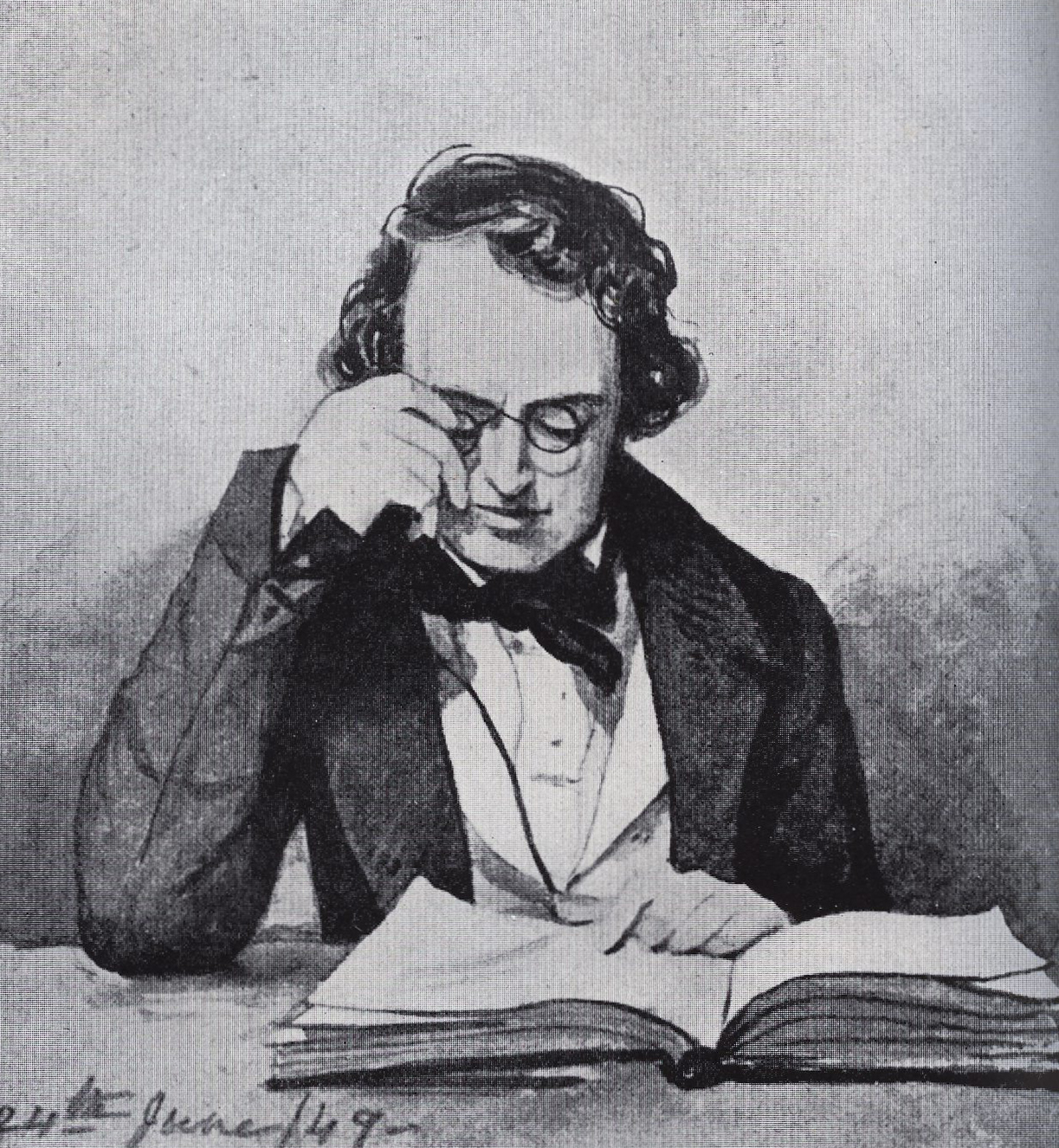
Joseph Severn
(dessin de sa fille Mary, 1849)